# کاروالیو لیته
کاروالیو لیته (انگلیسی: Carvalho Leite; ۲۵ ژوئن ۱۹۱۲ – ۱۹ ژوئیهٔ ۲۰۰۴) یک بازیکن فوتبال اهل برزیل بود.